# Иаков (Тисленко)
Епи́скоп Иа́ков (в миру Евгений Иванович Тисленко; род. 19 августа 1960, Минеральные Воды, Ставропольский край) — архиерей Русской православной церкви на покое, бывший епископ Нарьян-Марский и Мезенский.

## Биография
Родился 19 августа 1960 года в семье служащих в городе Минеральные Воды Ставропольского края. Крещён в младенчестве.
В 1965 году семья переехала во Владимир. В 1977 году по окончании средней школы № 31 г. Владимира поступил на филологический факультет Московского государственного университета им. М. В. Ломоносова, который окончил в 1982 году по специальности филолог-русист со знанием иностранного языка (английский).
В 1982—1984 годах проходил службу в рядах Вооружённых сил.
В 1985 году поступил в Московскую духовную семинарию, по окончании которой в 1988 году поступил в Московскую духовную академию.
В 1990 году принят в число братии Свято-Троицкой Сергиевой лавры.
В 1990—1994 годах — дежурный референт Патриарха Алексия II.
19 декабря 1991 года наместником Троице-Сергиевой лавры архимандритом Феогностом (Гузиковым) пострижен в монашество с именем Иаков в честь апостола Иакова, брата Господня.
В 1992 году окончил МДА с учёной степенью: кандидат богословских наук по кафедре История Русской Церкви. В 1992—1999 годах преподавал в МДС курс Священного Писания Ветхого Завета (учительные книги).
В 1996—2011 годах — руководитель киностудии Троице-Сергиевой Лавры.
8 апреля 2001 года епископом Красногорским Саввой (Волковым) рукоположён в сан диакона.
5 октября 2008 года в Успенском соборе Свято-Троицкой лавры наместником Троице-Сергиевой лавры епископом Сергиево-Посадским Феогностом (Гузиковым) рукоположен в сан иеромонаха.
1 мая 2011 года в Успенском соборе Троице-Сергиевой лавры награждён правом ношения набедренника.
В 2009—2011 годах исполнял обязанности редактора газеты Троице-Сергиевой лавры «Маковец».
Участвовал в миссионерских экспедициях в Антарктиду (2004 — открытие построенного православного храма на российской антарктической станции Беллинсгаузен. 2009 — экспедиция пятилетия существования храма в Антарктиде. Благословением Святейшего Патриарха Московского и всея Руси Кирилла совершил великое освящение русского храма в Антарктиде (ст. Беллинсгаузен) — 2014), на Сахалин и Курилы (2007, 2009, 2010, 2012, 2013), ежегодные экспедиции на Северный полюс (2009—2015; 2016—2017), по Северному морскому пути Мурманск — Петропавловск-Камчатский — Невельск, Сахалин] (2010);освящение Северного морского пути: Санкт-Петербург — Мурманск — Петропавловск-Камчатский — Невельск, Сахалин 2012 год; освящение Курильских островов: восхождение на вулкан Богдан Хмельницкий , Итуруп, установка и освящение крестов — на вершине вулкана и на перевале Рубежный 2012 г.
Арктические экспедиции 2015—2017 годов ознаменованы освящением крестов на новоименованных острове и сопке, получивших название Патриаршие, а также освящением пролива Маточкин Шар, арктический архипелаг Новая Земля.
Епископ Архангельский и Холмогорский Даниил, предложивший принять жребий служения архиерейского и стать епископом самой северной епархии России, так отозвался о нём:

Отца Иакова я знаю давно, мы познакомились ещё в семидесятых. Это сильный и всесторонне развитый человек. Он служил офицером в Вооруженных Силах. Имеет прекрасное богословское образование. Вместе с тем по светскому образованию он филолог и до сих пор эту специальность не оставил — занимается исследованиями, написанием книг и статей. Увлекается фотографией. Его альбом о жизни на Сахалине и Курилах высоко оценил Патриарх.
И вместе со всем этим отец Иаков — человек, который «болеет» Севером. Он служил в храме, который находится в Антарктиде. Ходил Северным морским путём. Его влекут труднодоступные места. На Сахалине, чтобы добраться до окрестных островов, он предпочитал корабль, а не самолёт. А знаете, какая у нас там бывает болтанка, когда людей просто наизнанку выворачивает? При этом он, бывало, ходил на старых судах, которые вообще не предназначены для таких путешествий. Говорил при этом: «Прорвёмся, с Божьей помощью». Не раз попадал в шторм. У пограничников он пользуется заслуженным уважением. Самое главное — это человек бесстрашный, который не боится трудностей. И при этом он, как и любой настоящий монах, не стремился «делать карьеру». Долго был простым монахом, потом преподавал в московских духовных школах. Это очень достойный человек, в котором я полностью уверен.

Решением Священного Синода от 27 декабря 2011 года избран епископом Нарьян-Марским и Мезенским.
6 января 2012 года в Свято-Ильинском кафедральном соборе Архангельска благословением Святейшего Патриарха Московского и всея Руси Кирилла епископом Архангельским и Холмогорским Даниилом (Доровских) возведён в сан архимандрита.
3 февраля 2012 года в храме Всех святых, в земле Российской просиявших, Патриаршей и Синодальной резиденции в Даниловом монастыре, наречён во епископа Нарьян-Марского и Мезенского.
25 февраля 2012 года в Богоявленском кафедральном соборе совершена архиерейская хиротония архимандрита Иакова (Тисленко) во епископа Нарьян-Марского и Мезенского. Хиротонию возглавил Патриарх Московский и всея Руси Кирилл, которому сослужили: митрополит Крутицкий и Коломенский Ювеналий (Поярков); митрополит Астанайский и Казахстанский Александр (Могилёв); митрополит Волоколамский Иларион (Алфеев); митрополит Архангельский и Холмогорский Даниил (Доровских); архиепископ Истринский Арсений (Епифанов); архиепископ Сергиево-Посадский Феогност (Гузиков); епископ Красногорский Иринарх (Грезин); епископ Дмитровский Феофилакт (Моисеев); епископ Солнечногорский Сергий (Чашин); епископ Подольский Тихон (Зайцев). 3 марта 2012 года епископ Нарьян-Марский и Мезенский Иаков прибыл к месту служения: в Нарьян-Мар.
С 11 по 25 июня 2012 года в Общецерковной аспирантуре и докторантуре прошёл курсы повышения квалификации для новопоставленных архиереев.
20 марта 2025 года уволен на покой с местом пребывания в Свято-Троицкой Сергиевой лавре под надзором епископа Сергиево-Посадского и Дмитровского Кирилла (Зинковского).

## Награды
- Орден Дружбы (28 октября 2019 года) — за большой вклад в развитие духовных и культурных связей, активную просветительскую деятельность[12].

## Публикации
- «Созидатели Руси (История русского монашества в домонгольский период)» — кандидатская работа.
- «Толкование на книгу Иова»
- «О началах премудрости (Толкование на книгу Екклезиаста, очерк содержания учительных книг Ветхого Завета)»
- «От Восток Солнца (миссионерские экспедиции 2007—2009 гг. на Сахалин и Курилы)»
- альбом «Самый Дальний Восток России».

## Фильмы
- «Патриарх и Лавра»
- «Приидите, вернии»
- «Сокровищница веры»
- «Сейте разумное, доброе, вечное»
- «Колокола России»
- «Мысль, слово и дело»
- «И даже до последних земли»
- «Летопись воссозидания»
- «От Восток Солнца» (части 1-2)